# Paul Laux
Paul Laux (11 de noviembre de 1887 - 2 de septiembre de 1944) fue un general alemán de la Wehrmacht durante la II Guerra Mundial que comandó el 16.º Ejército. Recibió la Cruz de Caballero de la Cruz de Hierro con hojas de roble de la Alemania Nazi.
Laux tomó el mando de la 10.ª División en Passau. El 18 de marzo parte de estas tropas alcanzaron Viena. En marzo de 1939, cuando los Nacional Socialistas y el 85.º Regimiento de Infantería conmemoraron los héroes caídos en la plaza de la catedral de Passau, Laux alabó a Adolf Hitler. Después, sus hombres invadieron Bohemia. El 13 de abril Laux conmemoró la anexión de Austria en Passau.
Como oficial comandante de la 126.ª División de Infantería, Laux tomó parte en la Operación Barbarroja, la invasión de la Unión Soviética. El 29 de agosto de 1944 Paul Laux tuvo un accidente durante un vuelo de reconocimiento. Murió de sus heridas el 2 de septiembre de 1944.

## Reconocimientos
- Broche de la Cruz de Hierro (1939) 2.ª Clase (enero de 1940) & 1.ª Clase (julio de 1940)[5]
- Cruz de Caballero de la Cruz de Hierro con hojas de roble
  - Cruz de Caballero el 14 de diciembre de 1941 como Teniente General y comandante de la 126.ª División de Infantería[6]
  - 237.ª hojas de roble el 17 de mayo de 1943 como General de Infantería y comandante del II Cuerpo de Ejército[7]

### Citas
1. ↑  Anna Rosmus Hitlers Nibelungen, Samples Grafenau 2015, pp. 139f
2. ↑  Anna Rosmus Hitlers Nibelungen, Samples Grafenau 2015, pp. 199f
3. ↑  Anna Rosmus Hitlers Nibelungen, Samples Grafenau 2015, p. 139
4. ↑  Anna Rosmus Hitlers Nibelungen, Samples Grafenau 2015, p. 200
5. ↑  Thomas 1998, p. 16.
6. ↑  Fellgiebel 2000, p. 234.
7. ↑  Fellgiebel 2000, p. 60.